# خسوس ماریا ساتروستگوی
خسوس ماریا ساتروستگوی (به اسپانیایی: Jesús María Satrústegui) بازیکن فوتبال اهل اسپانیا است که از سال ۱۹۷۵ تا ۱۹۸۲ میلادی عضو تیم ملی فوتبال اسپانیا بوده و در ۳۲ بازی ملی حضور داشته‌است. او در بازی‌های ملی‌اش ۸ گل به ثمر رساند.